# Marcel Loosveld
Marcel Loosveld (* 4. Januar 1963 in Maastricht) ist ein niederländischer Futsaltrainer und ehemaliger Spieler.

## Werdegang
Als Spieler der niederländischen Nationalmannschaft nahm Loosveld an der 1989 ausgetragenen ersten Futsal-Weltmeisterschaft teil. Loosveld erzielte dabei fünf Tore und wurde mit seinem Team nach einer 1:2-Finalniederlage gegen Brasilien Zweiter. Nachdem er seine aktive Karriere beendet hatte, wurde er Trainer beim Futsalclub Tilburg und übernahm später die U-21-Nationalmannschaft der Niederlande. Mit dieser Mannschaft nahm er 2009 an der Europameisterschaft in St. Petersburg teil. Ein Jahr später wurde Loosveld Trainer der niederländischen Nationalmannschaft, mit der er an der Europameisterschaft 2014 in Belgien teilnahm. 2016 beendete er sein Engagement in den Niederlanden und wurde ein Jahr später als Nachfolger von Paul Schomann Bundestrainer der deutschen Nationalmannschaft.